# آنا چنسلر
 آنا چنسلر (انگلیسی: Anna Chancellor؛ زادهٔ ۲۷ آوریل ۱۹۶۵) بازیگر اهل بریتانیا است. وی از سال ۱۹۹۰ میلادی تاکنون مشغول فعالیت بوده‌است.
از فیلم‌ها یا برنامه‌های تلویزیونی که وی در آن نقش داشته است، می‌توان به سقوط، رویابین‌ها، چهار عروسی و یک تشییع جنازه، چیزی که یک دختر می‌خواهد، اوج مخملی، پنهان، ساعت، این زیبای خارق‌العاده، بهترین مرد، حالا چه‌طور زندگی می‌کنم و سنت ترینیان اشاره کرد.